# Calamochrous
Calamochrous là một chi bướm đêm thuộc họ Crambidae.

## Species
- Calamochrous chilonalis Lederer, 1863
- Calamochrous brevipalpis Snellen, 1890
- Calamochrous carnealis (Swinhoe, 1895)
- Calamochrous ferruginalis Hampson, 1896
- Calamochrous pallidalis Hampson, 1900
- Calamochrous albipunctalis Kenrick, 1907
- Calamochrous homochroalis Swinhoe, 1907
- Calamochrous purpuralis Hampson, 1908
- Calamochrous sarcalis Hampson, 1908
- Calamochrous fulvitinctalis Hampson, 1918
- Calamochrous minimalis Caradja, 1931